# Michael Tauson
Michael Tauson (* 25. Juni 1966 in Kopenhagen) ist ein ehemaliger dänischer Tennisspieler.

## Leben
Tauson spielte hauptsächlich auf der ATP Challenger Tour. 1988 errang er an der Seite von Morten Christensen den Doppeltitel beim Challenger-Turnier von Hanko, im Jahr darauf gewann er als Qualifikant die Challenger-Turniere von Croydon und Telford und stand im Finale von Heilbronn, wo er im Finale Michael Stich unterlag. 1990 erreichte er das Halbfinale des ATP-Turniers von Rotterdam, wo er nach Siegen über Michiel Schapers, Paul Haarhuis und Magnus Gustafsson schließlich Brad Gilbert unterlag. Sein bestes Doppelergebnis auf der ATP World Tour war eine Halbfinalteilnahme im Doppel bei den Swedish Open. Seine höchste Notierung in der Tennis-Weltrangliste erreichte er 1990 mit Position 101 im Einzel sowie 1987 Position 118 im Doppel.
Sein bestes Einzelresultat bei einem Grand-Slam-Turnier war die Zweitrundenteilnahme bei den French Open 1989, zwei Jahre zuvor hatte er im Doppel ebenfalls die zweite Runde bei den French Open erreicht.
Tauson absolvierte zwischen 1985 und 1991 25 Einzel- sowie fünf Doppelpartien für die dänische Davis-Cup-Mannschaft. Es gelangen ihm dabei Einzelsiege gegen Horst Skoff, Thomas Muster und Emilio Sánchez Vicario. Sein größter Erfolg mit der Mannschaft war die Teilnahme am Viertelfinale der Weltgruppe, die 0-5 gegen Deutschland verloren ging, wobei er beide Einzel gegen Eric Jelen und Boris Becker und auch das Doppel an der Seite von Michael Mortensen abgab. Er trat bei den Olympischen Sommerspielen 1988 in Seoul sowohl im Einzel als auch im Doppel für Dänemark an. An der Seite von Morten Christensen erreichte er das Viertelfinale, sie unterlagen dort jedoch den späteren Goldmedaillengewinnern Ken Flach und Robert Seguso aus den Vereinigten Staaten. Im Einzel unterlag er in der ersten Runde gegen Brad Gilbert.
Seine Nichte Clara Tauson spielt ebenfalls Tennis.